# CP série 3500
La série 3500 est une série d'automotrices électriques portugaises. Elles sont dérivées des Renfe UT450, elles-mêmes dérivées des Z 20500 franciliennes.

## Numérotation des rames

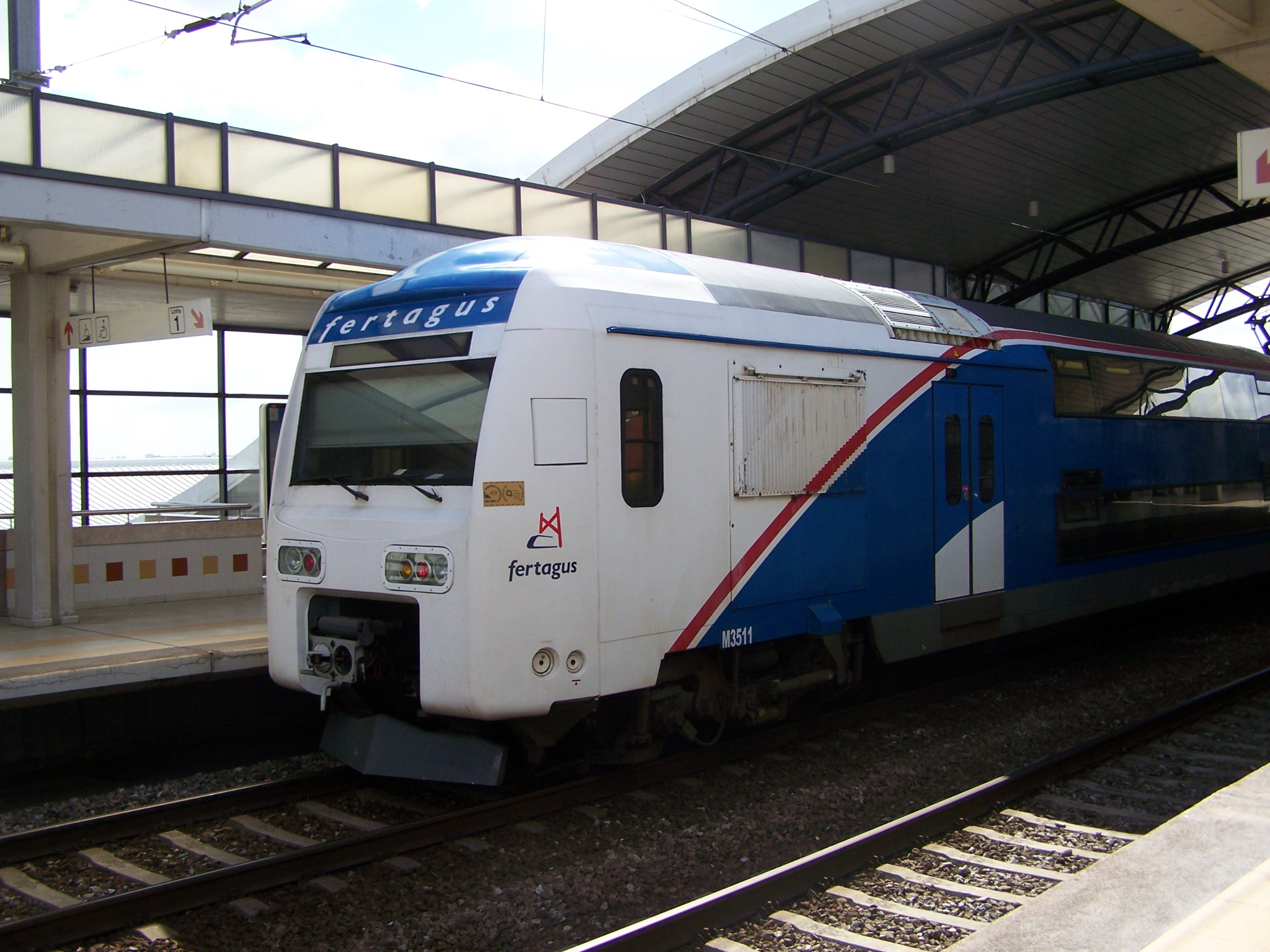
Station Corroios à Lisbonne.

### Fertagus
- Motrice 1 : M 3501 à M 3518
- Remorque 1 : R 3501 à R 3518
- Remorque 2 : R 3551 à R 3568
- Motrice 2 : M 3551 à M 3568

### CP
- Motrice 1 : 90 94 947 3519 à 90 94 947 3530
- Remorque 1 : 90 94 599 3519 à 90 94 599 3530
- Remorque 2 : 90 94 599 3569 à 90 94 599 3580
- Motrice 2 : 90 94 947 3569 à 90 94 947 3580

## Services assurés
- Fertagus :
  - Lisbonne-Roma Areeiro ↔ Coina
  - Lisbonne-Roma Areeiro ↔ Setúbal
- CP :
  - Lisbonne-Santa Apolónia ↔ Castanheira do Ribatejo
  - Lisbonne-Alcântara Terra ↔ Azambuja

## Équipement

### Équipements de sécurité
- Contrôle automatique de vitesse (CONVEL) : ABB Signal EBICAB 700
- Radio Sol-Train : Ascom/Sistel BG550 CP-N
- Homme-mort : Mors

### Motorisation
Les CP 3500 sont équipées d'une chaine de traction ONIX du constructeur Alstom à base de composants IGBT dérivée des Z23500 et Z 20900 françaises.